# Curling aux Jeux olympiques de la jeunesse d'hiver de 2020
Navigation
2016 2024
Les deux épreuves de curling aux Jeux olympiques de la jeunesse d'hiver de 2020 ont lieu du 10 au 22 janvier 2020 à Champéry en Suisse.

## Résultats
| Épreuve      | Or                                                                      | Argent                                                        | Bronze                                                                         |
| ------------ | ----------------------------------------------------------------------- | ------------------------------------------------------------- | ------------------------------------------------------------------------------ |
| Équipe mixte | Norvège Lukas Høstmælingen Grunde Buraas Nora Østgård Ingeborg Forbregd | Japon Takumi Maeda Momoha Tabata Asei Nakahara Mina Kobayashi | Russie Valeriia Denisenko Mikhail Vlasenko Alina Fakhurtdinova Nikolai Lysakov |
| Double mixte | Équipe mixte Laura Nagy Nathan Young                                    | Équipe mixte Chana Beitone Nikolai Lysakov                    | Équipe mixte Pei Junhang Vít Chabičovský                                       |

## Tableau des médailles
| Rang  | Nation  | Or | Argent | Bronze | Total |
| ----- | ------- | -- | ------ | ------ | ----- |
| 1     | Norvège | 1  | 0      | 0      | 1     |
| 2     | Japon   | 0  | 1      | 0      | 1     |
| 3     | Russie  | 0  | 0      | 1      | 1     |
| Total | Total   | 1  | 1      | 1      | 3     |